# Universidad Estatal de California, Chico
La Universidad Estatal de California, Chico, o comúnmente Chico State, es una universidad pública en Chico, California. Fue fundada en 1887 como una de las aproximadamente 180 "escuelas normales" fundadas por los gobiernos estatales en el siglo XIX para formar profesores para las escuelas públicas comunes en rápido crecimiento. Algunas cerraron, pero expandieron constantemente su papel y se convirtieron en colegios universitarios estatales a principios del siglo XX y universidades estatales a finales del siglo XX. Es el segundo campus más antiguo del sistema de la Universidad Estatal de California. En el semestre de otoño de 2020, la universidad tenía una matrícula total de 16,630 estudiantes. La universidad ofrece 126 programas de licenciatura, 35 programas de maestría y cuatro tipos de credenciales docentes. Chico es una institución al servicio de los hispanos (HSI).

## Historia

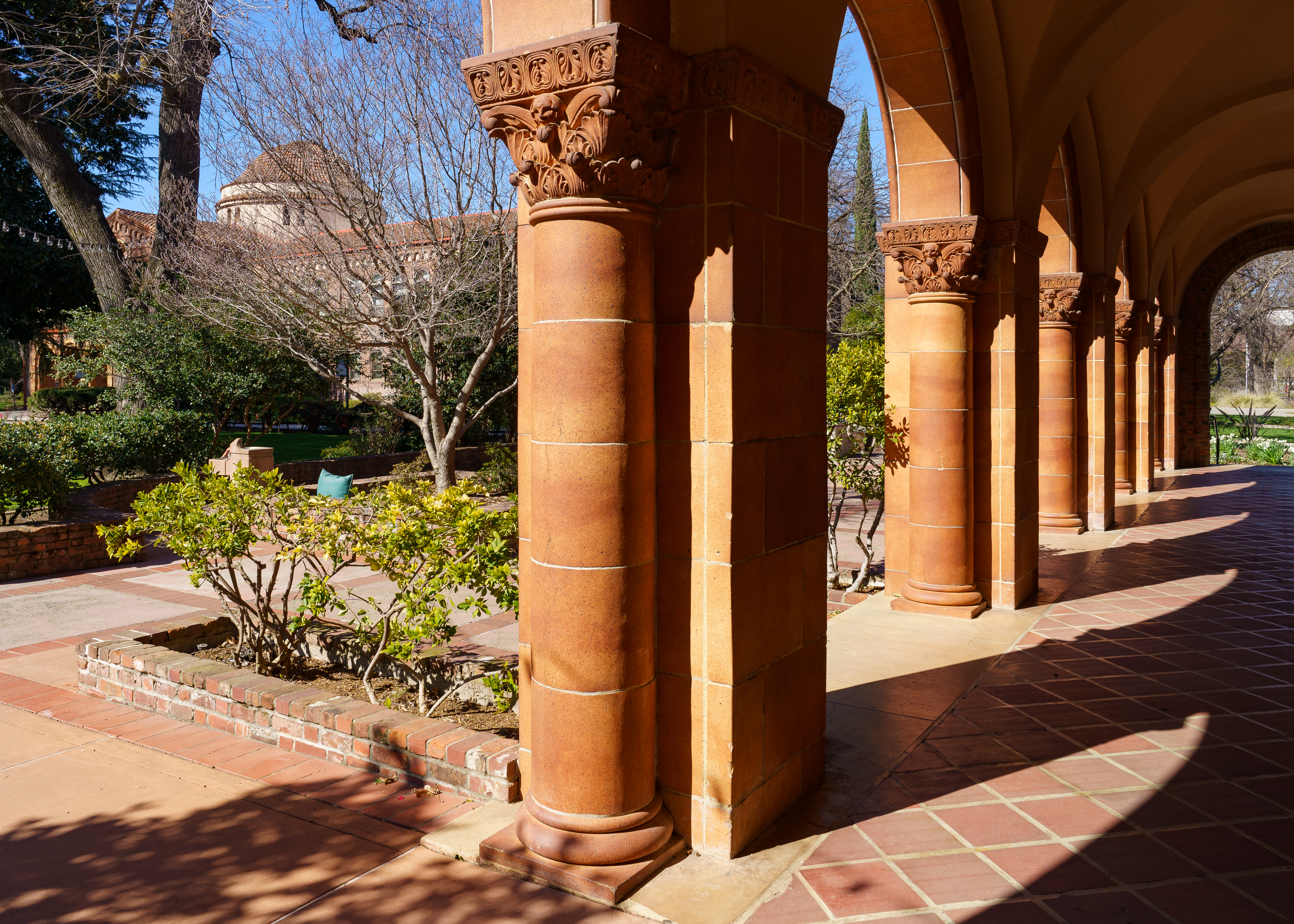
El campus histórico de CSU Chico.

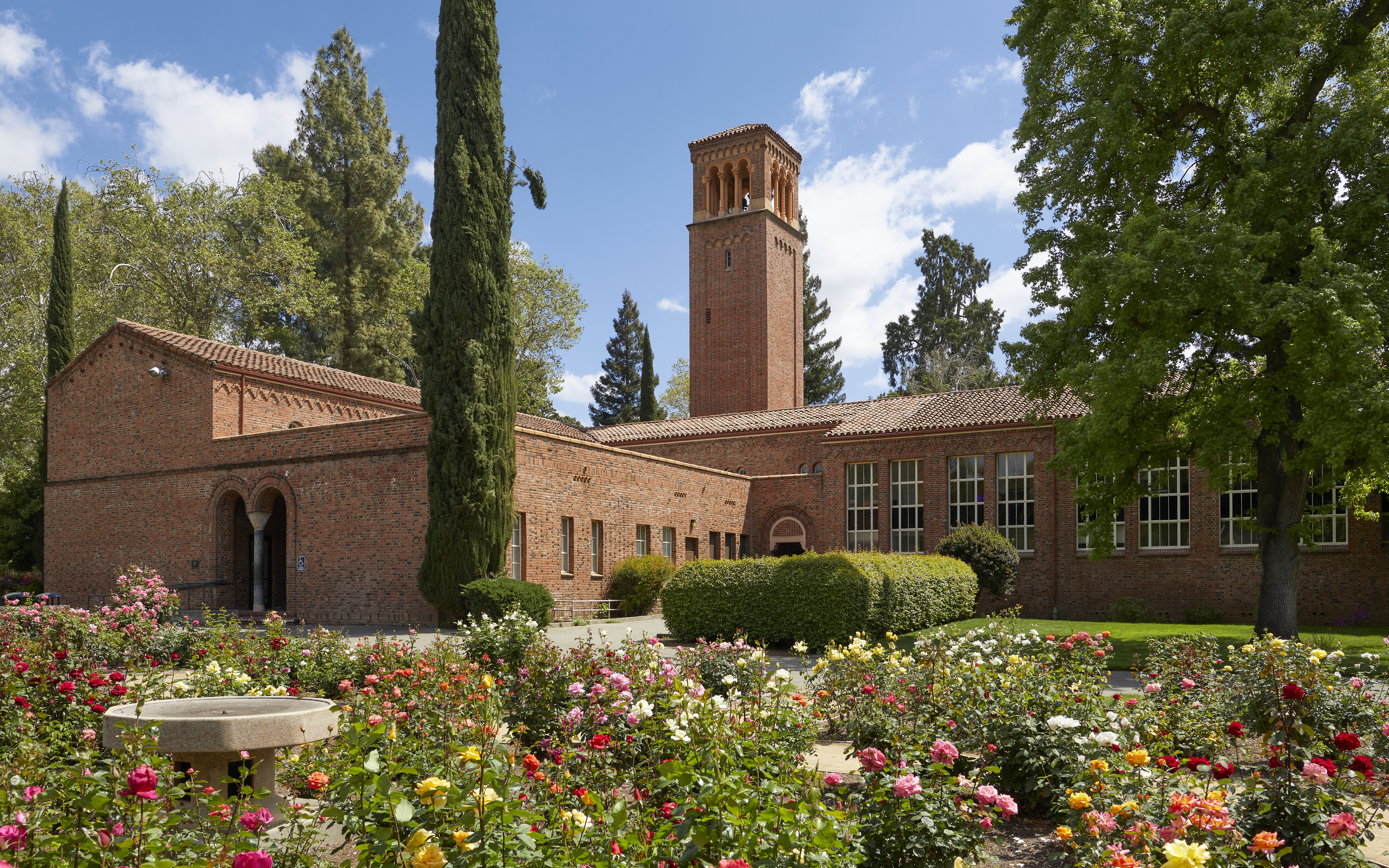
Trinity Hall visto desde el jardín de rosas George Petersen.

El 12 de marzo de 1887 se promulgó un acto legislativo para crear la Rama Norte de la Escuela Normal del Estado de California. Menos de un mes después, Chico fue elegido como lugar. En 1887, el general John Bidwell donó 8 acres (3,2 ha) de tierra de su huerto de cerezos. El 4 de julio de 1888 se colocó la primera piedra fundamental. El 3 de septiembre de 1889 se abrieron las puertas para los 90 alumnos matriculados. La biblioteca abrió el 11 de enero de 1890 con 350 libros. El 20 de junio de 1891 tuvo lugar la primera graduación, una promoción de 15 alumnos.
En 1910, Annie Kennedy Bidwell donó 2 acres (0,8 ha) de terreno destinado a trabajos con agricultura elemental. Al año siguiente, la Sra. Bidwell donó un huerto de naranjos de 55 × 440 pies (134,1 m) como parque infantil, que está conectado con la Escuela de Formación. Veinte años más tarde, en 1921, se promulgó una legislación para cambiar el nombre de la escuela a Chico State Teacher's College. En 1922, Chico State Teacher's College agregó un plan de estudios universitario y otorgó un certificado después de dos años. También en 1922, Bidwell Mansion se convirtió en un dormitorio de mujeres. En 1923 se publicó el primer artículo universitario, The Collegian. En 1924, la Junta de Educación del estado permitió que la escuela otorgara títulos de licenciatura. También en 1924, se eligió como mascota al gato montés. En 1927 se construyó un gimnasio en los terrenos de Bidwell Mansion. En 1929, se colocó la piedra angular del nuevo edificio administrativo sobre la piedra angular original del Edificio Normal.
En 1935, Bidwell Hall se convirtió en un centro estudiantil y recreativo: el primer sindicato de estudiantes. También en 1935, un acto legislativo cambió el nombre de la universidad de Chico State Teachers College a Chico State College. En 1937, comenzaron las clases nocturnas en el campus y se compraron campos deportivos a la Junta de Educación de Chico.
En 1948, se instalaron dormitorios para 500 estudiantes varones en el lado oeste de Warner Street. Los edificios fueron construidos durante la Segunda Guerra Mundial y se utilizaron como residencia de solteros para un hospital marino en Klamath Falls, Oregón.
En 1950, el gobernador de California permitió que las universidades estatales otorgaran títulos de Maestría en Artes. En 1951, la universidad se reorganizó de 18 departamentos a siete divisiones con presidentes. Luego, en 1956, la promoción de 1956 donó un nuevo poste de bandera y un letrero frente a Kendall Hall. Al año siguiente, 1957, se construyó una nueva cafetería y se plantaron las rosas. En 1958 se impartió el primer "telecurso", Psicología 51.

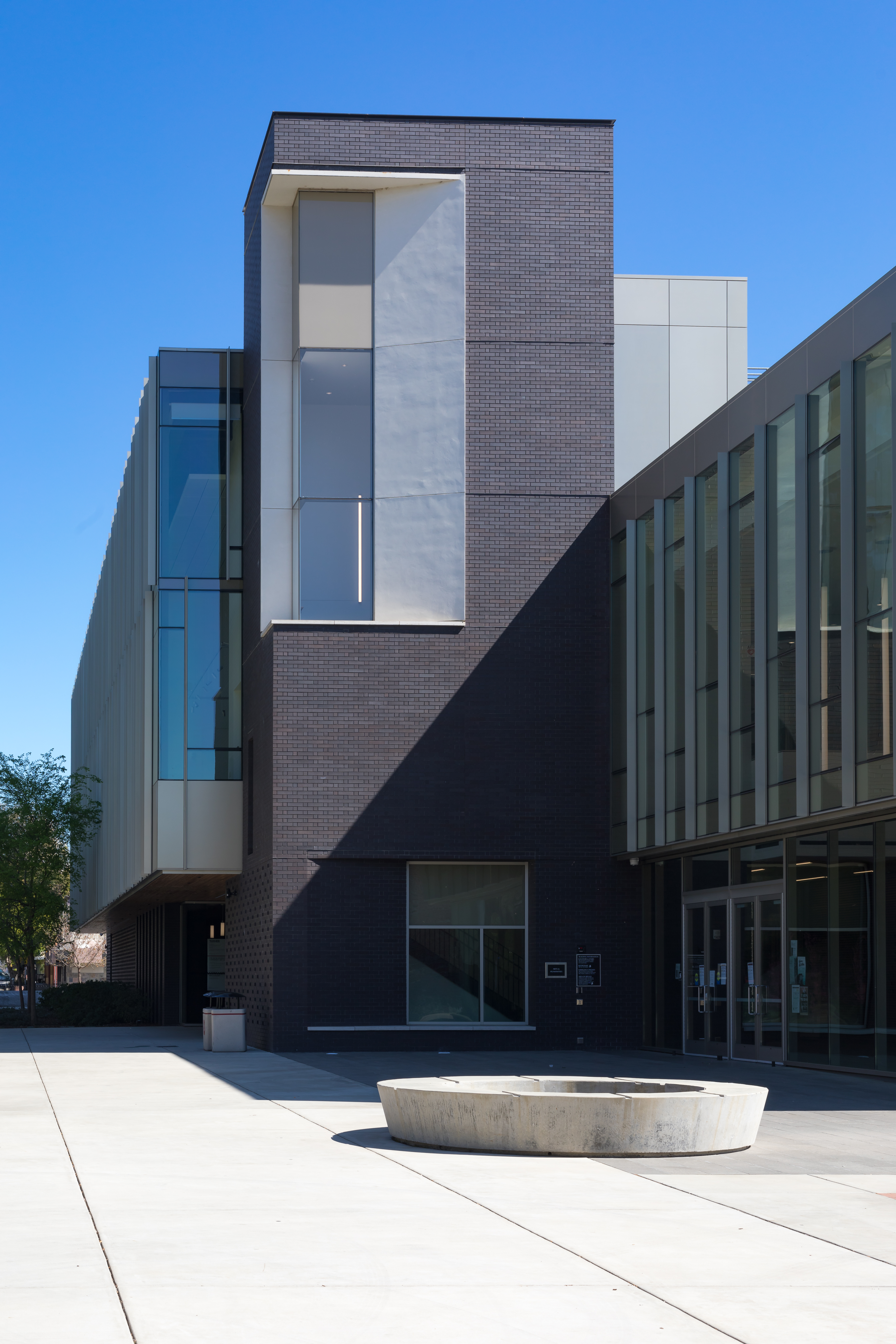
El Edificio de Artes y Humanidades es uno de los edificios más nuevos del campus. Se inauguró en julio de 2016.

En 1972, Chico State College se convirtió en la Universidad Estatal de California, Chico.
En 1975, los residentes de Oroville, Marysville y Colusa utilizaron por primera vez la transmisión de clases a través de circuito cerrado de televisión. También en 1975, The Orion, el periódico estudiantil del campus, publicó su primer número. En 1977, el otro periódico del campus, The Wildcat, cambió su nombre a Chico News and Review y se mudó fuera del campus para convertirse en una publicación independiente. En 1978, se restringió andar en bicicleta en el campus.
En 1987, Playboy clasificó a Chico State como la mejor escuela de fiesta del país. 
CSU Chico abrió su primer subcampus en Redding, afiliado a Shasta College, en 2007.
En 2005, el estudiante Matt Carrington fue asesinado por novatadas en la casa Chi Tau (local), que anteriormente había sido expulsada de la universidad en 2001 debido a violaciones. Carrington murió como resultado de una intoxicación por agua durante una sesión de novatadas en la que la víctima fue obligada a hacer ejercicio y beber grandes cantidades de agua.
En 2010, el presidente del Cuerpo Estudiantil Asociado, Joseph Igbineweka, fue apuñalado en un ataque por motivos raciales.
En 2011, CSU, Chico recibió una subvención de iniciativa de aprendizaje cívico de la Fundación WM Keck para ampliar sus esfuerzos por establecer el compromiso cívico como un componente clave del éxito académico de los estudiantes.

## Académico

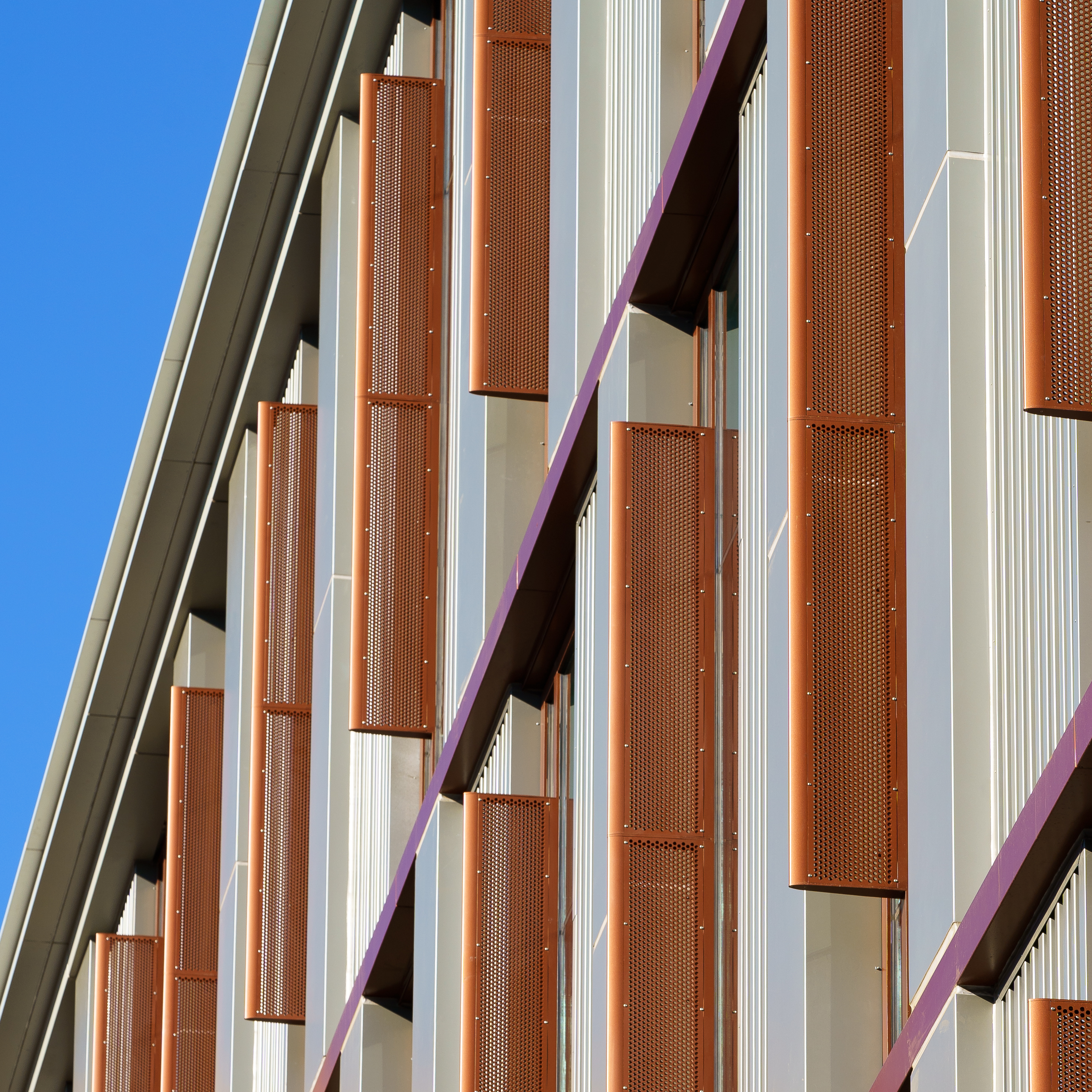
Fachada del nuevo Edificio de Ciencias de 110,200 pies cuadrados.

La universidad tiene más de 75 departamentos  y ofrece más de 150 títulos universitarios. Está organizado en siete colegios y cuatro escuelas:
- Facultad de Agricultura
- Facultad de Ciencias Sociales y del Comportamiento
  - Escuela de Trabajo Social
- Escuela de Negocios
- Facultad de Comunicación y Educación
  - Escuela de Educación
- Facultad de Ingeniería, Ciencias de la Computación y Gestión de la Construcción
- Facultad de Humanidades y Bellas Artes
  - escuela de artes
- Facultad de Ciencias Naturales
  - Escuela de enfermería

La biblioteca de la universidad, la Biblioteca Meriam, tiene varias colecciones especiales de historia de los nativos americanos y de California.

### Clasificaciones
Según la clasificación universitaria de US News & World Report 2023, Chico State ocupó el puesto 13 en "Mejores universidades para veteranos", empató en el puesto 10 en las mejores escuelas públicas, 22 en los de mejor desempeño en movilidad social, 70 en los mejores programas de pregrado en ingeniería y en el puesto 12. Ingeniería Civil y 206 en Enfermería.
Según las clasificaciones universitarias de US News & World Report 2022, Chico State ocupó el puesto 17 en "Mejores universidades para veteranos", empató en el puesto 18 en las mejores escuelas públicas, empató en el puesto 24 en los de mejor desempeño en movilidad social, empató en el puesto 75 en los mejores programas de pregrado en ingeniería y empatado en 251 en Enfermería.
Según las clasificaciones universitarias de US News & World Report 2021, Chico State ocupó el puesto 9 entre 66 universidades públicas regionales occidentales, el puesto 16 en "Mejores universidades para veteranos", el puesto 22 en "Mejor enseñanza de pregrado", el puesto 41 en "Movilidad social", y empató en el puesto 26 entre 127 universidades regionales del oeste de Estados Unidos. Por último, empató en el puesto 91 en el Mejor Programa de Pregrado en Ingeniería en escuelas donde no se ofrece doctorado.
Chico State ocupó el puesto 335 entre 650 colegios, universidades y academias de servicios en los EE. UU. en la lista de las mejores universidades de Estados Unidos de Forbes de 2019, y ocupó el puesto 68 en Occidente, el 73 en "Mejor valor" y el 113 entre todas las universidades públicas.

## Instalaciones
El campus de Chico de la Universidad Estatal de California consta de un campus principal de 119 acres, la granja de la Universidad Paul L. Byrne Memorial de 800 acres y 2,330 acres de reservas ecológicas. Estas reservas incluyen la Reserva Ecológica Big Chico Creek (BCCER) y la Reserva Ecológica Butte Creek (BCEP). 

### Construcción temprana

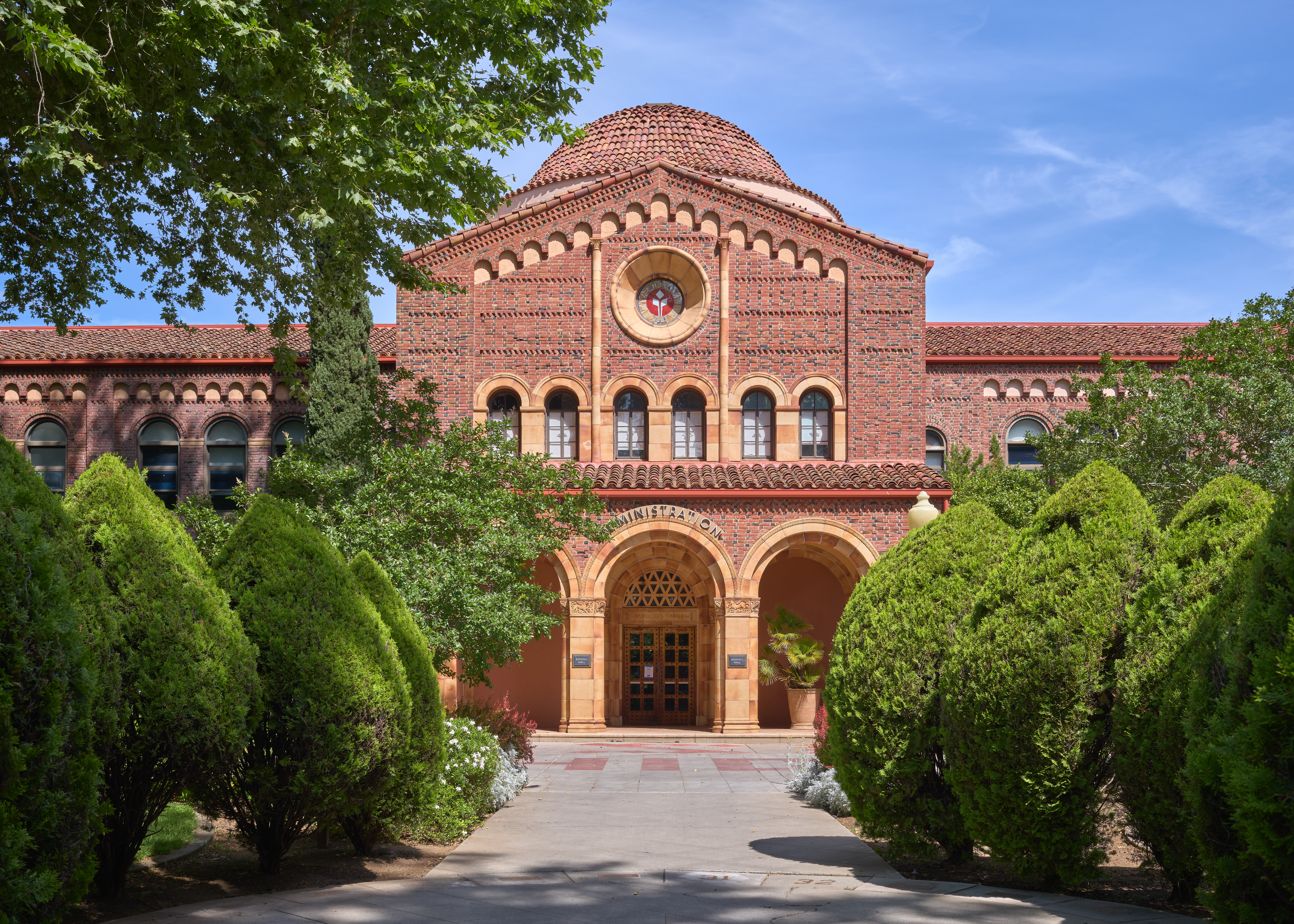
Kendall Hall en junio de 2023

La construcción del edificio de la escuela normal se inició en septiembre de 1887. Era un gran edificio de ladrillo, que constaba de tres plantas y un sótano completo. Era de diseño románico con frontones isabelinos y pasamanerías de piedra artificial. El edificio fue destruido por un incendio en 1927. El actual edificio administrativo Kendall Hall se construyó en el sitio de la escuela normal en 1929.
Colusa Hall, terminado en 1921, es el edificio más antiguo del campus. Hoy en día se utiliza como centro de conferencias y eventos públicos.

### Arboreto
El Campus Arboretum está ubicado frente al campus de la Universidad Estatal de California, Chico, a lo largo de Big Chico Creek.
El cercano parque Bidwell incluye 29 acres (11,7 ha) de un antiguo arboreto, ahora algo silvestre, que contiene árboles como robles ingleses, espino, ciruelo, laurel, alcornoque, ponderosa, pino carrasco y pino de Monterrey, sauce, morera, tilo, arce, catalpa, pino y eucalipto, recolectados de todo el mundo.

### Salones de residencia
Actualmente, la universidad puede albergar a 2.150  o aproximadamente el 13% del alumnado en siete residencias residenciales en el campus. La mayoría de los edificios del campus llevan el nombre de condados de California.

### Biblioteca Meriam
En 1959, se construyó la biblioteca de Chico State College. La biblioteca se amplió y se le cambió el nombre a "Centro de recursos de actividades de aprendizaje" (LARC) en 1975. Fue en 1985 cuando la biblioteca obtuvo otra ampliación y su nombre actual, Biblioteca Meriam. En 1985 se construyó un cuarto piso de la biblioteca 

## Vida de estudiante

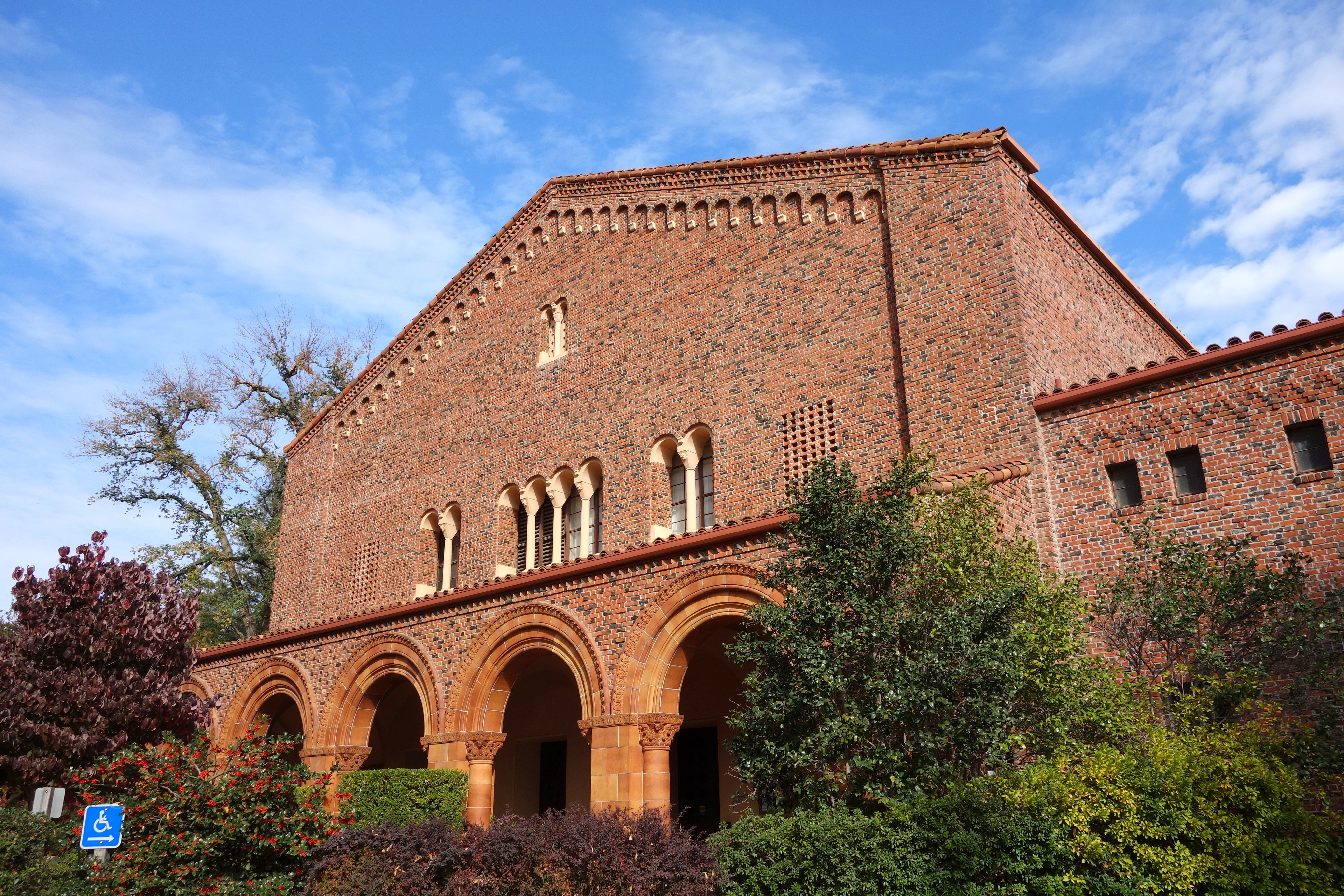
Campus estatal de Chico: Auditorio Laxson

### Estudiantes Asociados, Chico
Estudiantes Asociados, Chico es el gobierno estudiantil de la Universidad Estatal de California, Chico.

### Oficina de Liderazgo y Vida Estudiantil
Vida Estudiantil y Liderazgo, formalmente la Oficina de Actividades Estudiantiles, incorpora cuatro programas: Organizaciones Estudiantiles y Educación de Liderazgo (SOLE), Asuntos de Fraternidad y Sororidad (FSA), Rec Sports y el Centro de Liderazgo Intercultural (CCLC).

### Reunión del ayuntamiento
Chico State tiene un evento anual donde los estudiantes de Chico State se reúnen en un área pública y discuten las cuestiones políticas más actuales con sus compañeros. Los profesores también participan.

### El gran debate
El Gran Debate se creó para impulsar a los miembros tanto del campus como de la comunidad a participar en una conversación sobre temas importantes. Cada semestre se elige un tema diferente.

### Vida griega
A 2017 de May Chico State has 26 fraternities and sororities, making up approximately 12 percent of the student population.

### Demografía
CSU Chico, junto con CSU Bakersfield, tiene el segundo mayor porcentaje de inscripción de nativos americanos en el sistema Cal State.

### Medios estudiantiles
KCSC Radio fue fundada en 1951. El periódico semanal dirigido por estudiantes de la universidad, The Orion, comenzó a publicarse en 1975. En 1989, The Orion ganó el Premio Nacional Marcapasos, la primera de nueve veces que el periódico ganó el máximo premio en periodismo universitario. En 2009, The Orion ganó el Premio Nacional de Marcapasos por undécima vez en la Convención de Medios Universitarios.
En 1997 se fundó Wild Oak Music Group, una compañía discográfica independiente, dirigida por estudiantes de la industria musical de la Facultad de Humanidades y Bellas Artes.

## Deporte
Los equipos deportivos de la universidad se conocen como Chico State Wildcats. La escuela patrocina fútbol, baloncesto, golf, campo a través y atletismo tanto para hombres como para mujeres. La escuela patrocina softbol y voleibol para mujeres y béisbol para hombres. La directora atlética de la escuela es Anita Barker. La escuela compite en la División II de la Asociación Nacional de Atletismo Universitario (NCAA) en la Asociación de Atletismo Universitario de California (CCAA). Desde 1998, los equipos deportivos de Chico State han ganado 99 plazas en el Campeonato de la NCAA, 40 títulos de la CCAA, 24 títulos de la Región Oeste y 15 títulos nacionales de la NCAA. El equipo de softbol Wildcats ganó el primer campeonato nacional AIAW División III en 1980, liderado por la lanzadora Kathy Arendsen. Chico se destaca en campo traviesa y atletismo en la Asociación Atlética Universitaria de California.
Los Wildcats de Chico State ganaron seis campeonatos de equipos de la NCAA en el nivel de la División II. Campeonatos individuales de la División II de la NCAA organizados por Scott Bauhs (2008) de campo traviesa masculino y JJ Jakovac (2002, 2004) y Kyle Souza (2011) Campeonatos de golf masculinos.
- Equipo masculino (6)
  - Béisbol (2): 1997, 1999
  - Golf (1): 1966
  - Natación y buceo (3): 1973, 1974, 1976

## Sostenibilidad
Chico State creó la "Guía de universidades ecológicas" de 2011 ' The Princeton Review, en honor a los campus que "demuestran un fuerte compromiso con la sostenibilidad en su oferta académica, infraestructura del campus, actividades y preparación profesional".

## Presidentes de la universidad
- Eduardo Timothy Pierce, 1889–1893
- Robert F. Pennell, 1893–1897
- Carleton M. Ritter, 1897–1899
- Charles C. Van Liew, 1899-1910
- Artículos Allison, 1910-1917
- Elmer Isaías Miller, 1910, 1917–1918
- Charles Osenbaugh, 1918-1930
- Clarence Knight Studley, 1930-1931
- Rudolph D. Lindquist, 1931
- Aymer Jay Hamilton, 1931-1950
- George Glenn Kendall, 1950-1966
- Robert Eugene Hill, 1966-1970
- Lew Dwight Oliver, 1970-1971
- Stanford Cazier, 1971-1979
- Robert L. Fredenburg, 1979–1980
- Robin Wilson, 1980–1993
- Manuel A. Esteban, 1993–2003
- Scott McNall, 2003–2004
- Paul Zingg, 2004–2016
- Gayle E. Hutchinson, 2016-2023
- Stephen Pérez, 2023-presente

## Otras lecturas
- Dunham, E. Alden. "Colleges of the Forgotten Americans. A Profile of State Colleges and Regional Universities." (McGraw Hill, 1969).